# Función Electoral
La Función Electoral es unas de las cinco funciones o poderes en los que se encuentra dividido el Estado ecuatoriano. La Función Electoral está compuesta por los dos órganos encargados de organizar los asuntos en materia de elecciones. Está compuesto por el Consejo Nacional Electoral y el Tribunal Contencioso Electoral.
El Consejo Nacional Electoral (de siglas «CNE») es el órgano encargado principalmente de la organización, dirección y vigilancia de todos los procesos electorales en todas sus etapas: desde convocar a elecciones hasta la contabilización de los votos y su posterior proclamación de resultados.
El Tribunal Contencioso Electoral (de siglas «TCE») es el órgano que tiene jurisdicción en justicia electoral, por lo que entre sus competencias están la resolución de recursos electorales planteados contra el CNE y sus direcciones provinciales, así como en asuntos litigioso.

## Justicia electoral
La justicia electoral es el medio por el cual se dirimen y resuelven todos los conflictos que surgen durante los procesos electorales y sobre las consecuencias de estos. Es por tal motivo que la Función Electoral tiene que separar las funciones de organización de procesos electorales (funciones administrativas) y las de resolución o juzgamiento de controversias suscitadas previo, durante y posterior a los procesos electorales (facultades jurisdiccionales).

## Visite también
- Política de Ecuador
- Poder electoral
- Elecciones en Ecuador
- Consejo Nacional Electoral (Ecuador)
- Tribunal Contencioso Electoral